# Črna prst

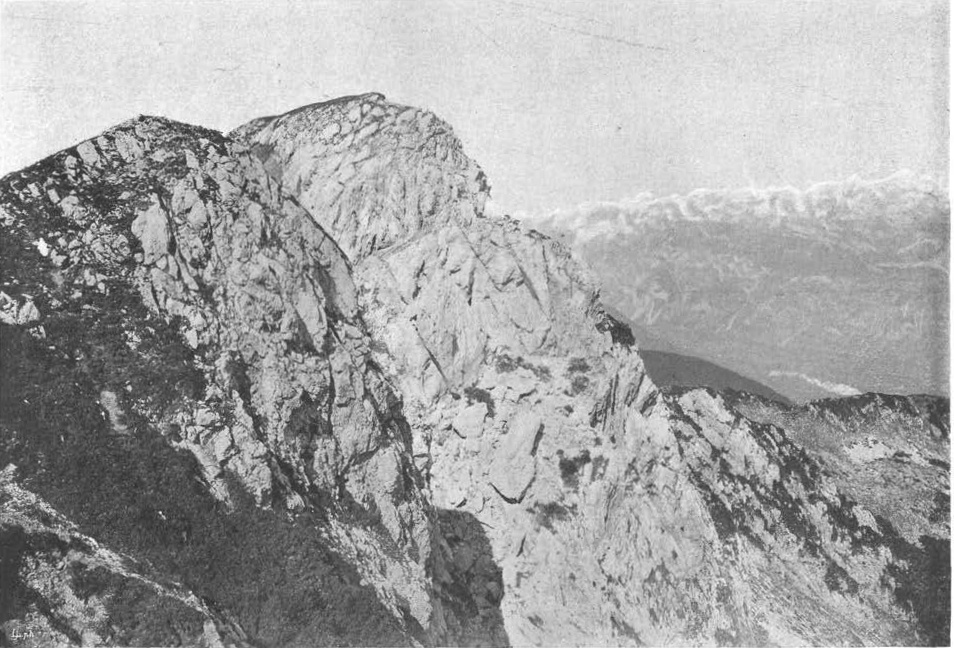

Črna prst – góra o wysokości 1844 m n.p.m. w Alpach Julijskich w Słowenii. Występują tam rzadkie oraz endemiczne gatunki roślin m.in. mikołajek alpejski, czy Aconitum angustifolium. Tuż pod szczytem stoi schronisko górskie Dom Zorka Jelinčiča (1835 m n.p.m.).

## Dostęp
Wymieniona jest większość znakowanych szlaków turystycznych:
- Dom dra Janeza Mencingera – Črna prst (koło Orožnovej kočy na hali za Liscem) 2 h 45 min (szlak łatwy)
- Dom dra Janeza Mencingerja – Črna prst (przez halę za Črną gorą) 3 h 15 min (szlak łatwy)
- Kocenpohar – Črna prst 2 h 45 min (szlak łatwy)
- Hala Razor – Črna prst (szlak przez Vogel i Rodicę) 7 h (szlak trudny)
- Vrh Bače – Črna prst 2 h 45 min (szlak łatwy)
- Podbrdo – Črna prst 3 h (szlak łatwy)
- Kal – Črna prst 2 h 30 min (szlak łatwy)